# Кочетиха
Кочетиха — деревня в Ковровском районе Владимирской области России, входит в состав Клязьминского сельского поселения.

## География
Деревня расположена в 27 км на восток от центра поселения села Клязьминский Городок и в 43 км на восток от райцентра города Ковров близ автодороги 17К-5 Ковров — Мстёра.

## История
В конце XIX — начале XX века деревня входила в состав Мстерской волости Вязниковского уезда. В 1859 году в деревне числилось 27 дворов, в 1905 году — 16 дворов, в 1926 году — 20 дворов.
С 1929 года деревня входила в состав Фатьяновского сельсовета Вязниковского района, с 1935 года — в составе Сельцовского сельсовета Южского района Ивановской области, с 1963 года — в составе Ковровского района, с 1972 года — в составе Пантелеевского сельсовета, с 2005 года — в составе Клязьминского сельского поселения.

## Население
| 1859 | 1905 | 1926 | 2002 | 2010 | 2021 |
| ---- | ---- | ---- | ---- | ---- | ---- |
| 147  | ↘67  | ↗87  | ↘2   | ↘1   | ↗7   |